# Neochelanops fraternus
Neochelanops fraternus är en spindeldjursart som först beskrevs av Beier 1964.  Neochelanops fraternus ingår i släktet Neochelanops och familjen blindklokrypare. Inga underarter finns listade i Catalogue of Life.